# Гуго Фальканд

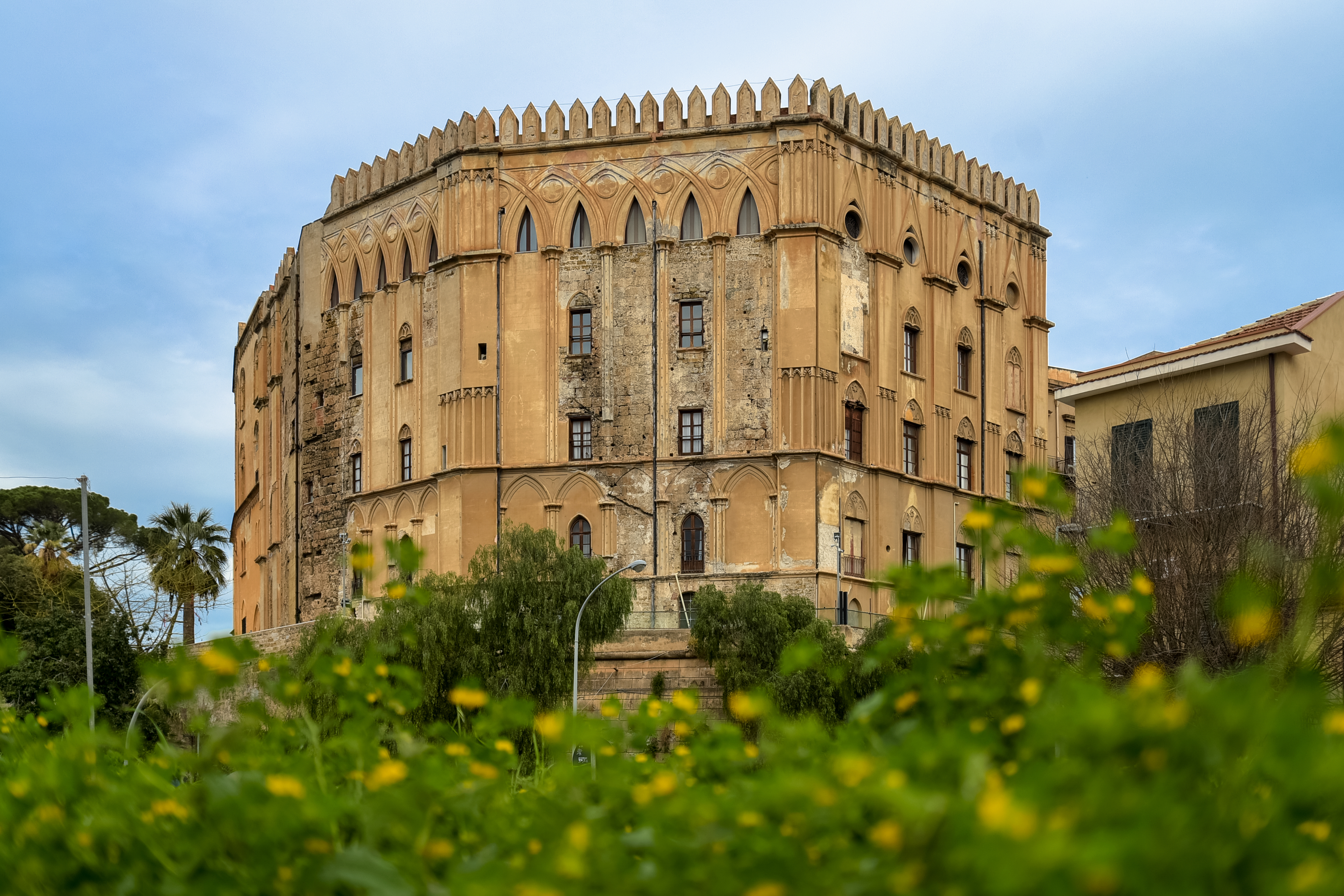
Норманнский дворец в Палермо, XII в.

Гуго Фальканд (итал. Ugo Falcando, лат. Hugo Falcandus; ум. между 1176 и 1200) — средневековый итальянский хронист и государственный деятель, один из летописцев Сицилийского королевства, предполагаемый автор «Книги, или Истории сицилийских тиранов» (лат. Liber de Regno Sicilie), охватывающей события 1154—1169 годов.

## Биография

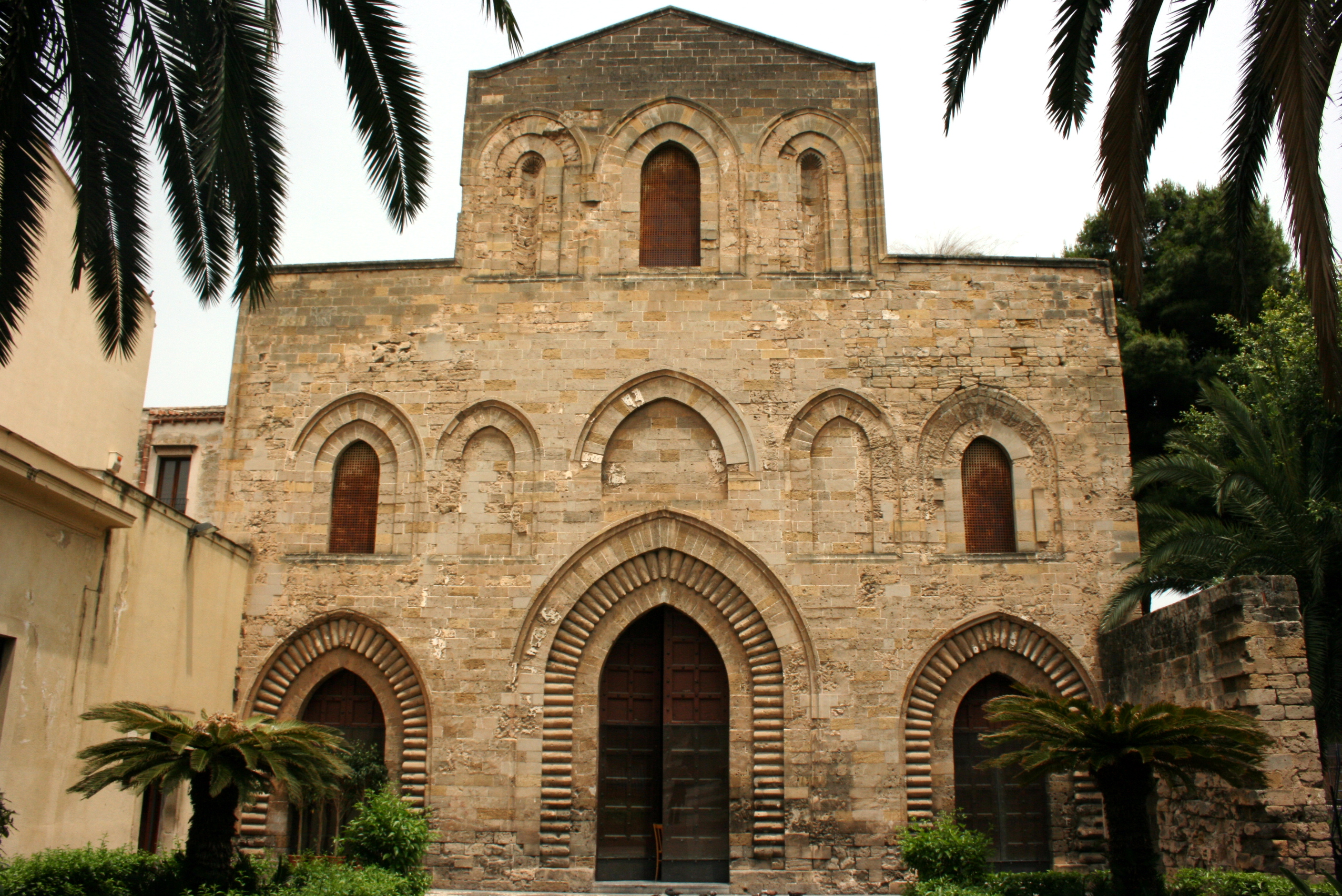
Церковь Святой Троицы в Палермо, выстроенная в 1191 году Маттео д'Аджелло

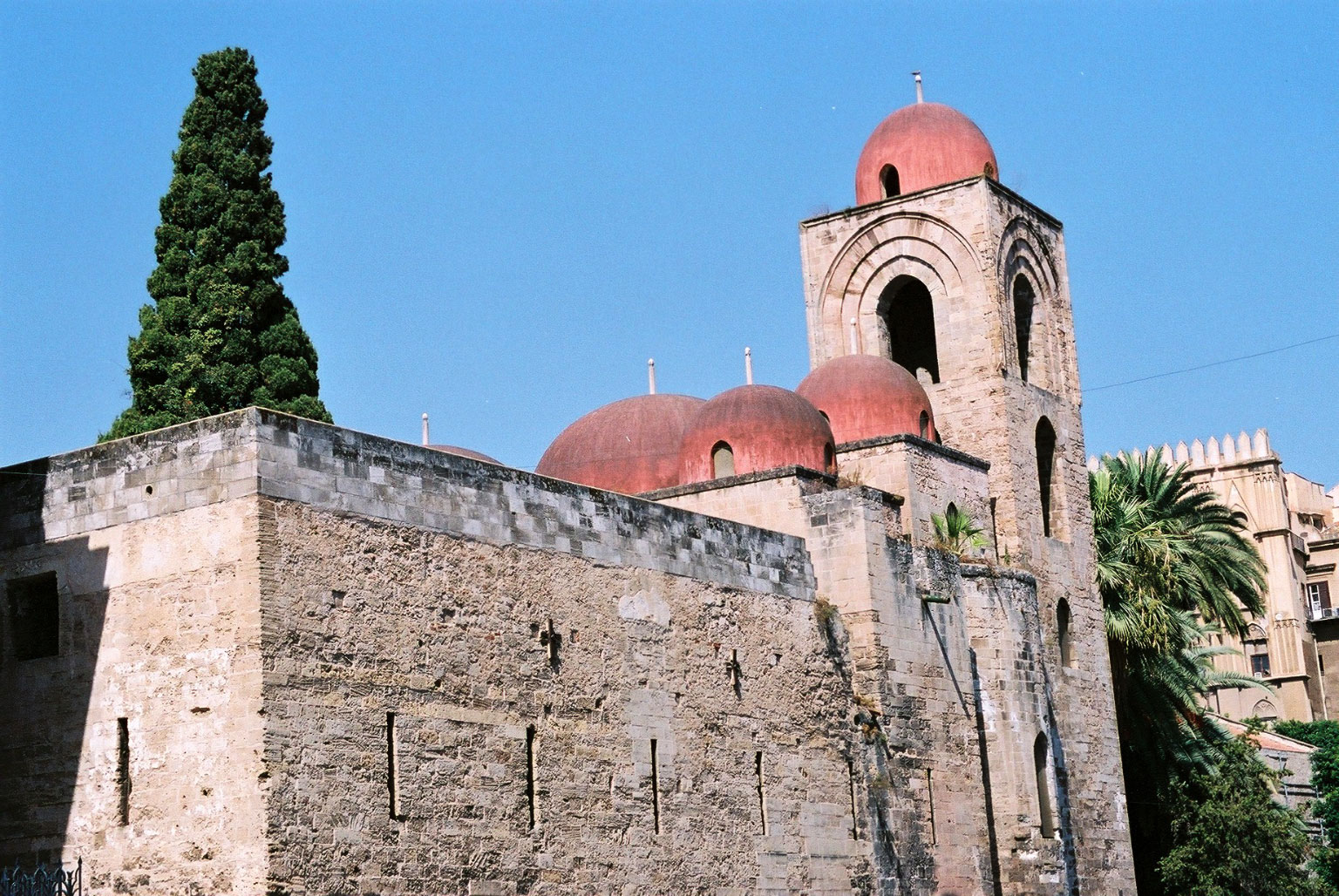
Бенедиктинский монастырь Сан-Джованни-дельи-Эремити в Палермо, XII в.

О личности самого Гуго Фальканда известно немного, не установлено ни происхождение его, ни годы рождения и смерти. Впервые это имя фигурирует в первом издании «Истории сицилийских тиранов», выпущенном в 1550 году в Париже Жервезом из Турне по утраченной позже рукописи, и в других источниках не встречается. Поэтому неоднократно высказывались сомнения в его авторстве, а создателя вышеназванной хроники иногда именуют «Псевдо-Фалькандом». Его осведомлённость относительно «скрытых пружин» сицилийской истории и несомненное знакомство с материалами королевской канцелярии и архива выдаёт принадлежность к высшим кругам сицилийской знати. Между тем, его нелестные отзывы практически о всех деятелях сицилийской истории не позволяют определить его политические предпочтения.
Со второй половины XVIII столетия, благодаря популярности труда французских монахов-мавристов Клемансе, Дантина и Дюрана «Искусство проверки исторических дат» (фр. L’Art de vérifier les dates), Фальканда традиционно считали выходцем из франкских земель, без особых на то оснований отождествляя с прелатом Гюи Фуко (фр. Hugh V Foucaut), занимавшим в 1186—1197 годах пост аббата Сен-Дени. Однако известный британский византинист Эдуард Гиббон в своей «Истории упадка и разрушения Римской империи» (1788) безоговорочно называет его сицилийцем. Лишь в середине XX столетия историк-медиевист профессор колледжа Леди-Маргарет-Холл Оксфордского университета Эвелин Джемисон сумела идентифицировать Фальканда с Евгением Палермским, выходцем из знатной греческой семьи, получившим известность в качестве переводчика, а с 1190 года занимавшим пост адмирала. Существуют и альтернативные версии, согласно которой автором хроники являлся палермский каноник Уго Фалькус (лат. Hugo Falcus) или нотариус Роберто из Сан-Джованни.
Очевидно лишь, что значительную часть своей жизни хронист провёл в Палермо, где, скорее всего, и умер не ранее 1190 года, которым датировано его «Послание Петру Палермскому, церковному казначею, о бедствиях Сицилии» (лат. Epistola ad Petrum Panormitanae Ecclesiae thesaurarium de calamitate Siciliae), в котором он настоятельно призывает противостоять германской угрозе после неожиданной смерти в 1189 году короля Вильгельма II. В то же время, анализ содержания этого полемичного письма не позволяет с полной уверенностью утверждать, что оно не было написано за пределами Сицилийского королевства.

## Хроника
В своём историческом труде, написанном не ранее 1181 года и охватывающем события 1154—1169 годов, правления Вильгельма I Злого и регентства королевы Маргариты в годы малолетства Вильгельма II Доброго, Фальканд концентрирует внимание не столько не внешней политике, сколько на атмосфере скандалов и интриг, царившей при сицилийском дворе. Большинство государственных (Вильгельм Злой, Маргарита Наваррская, Майо из Бари, Маттео Боннеллюс, Стефан дю Перш, каид Пётр, Анри де Монтескальозо, Жильбер Гравинский, Маттео д'Аджелло) и церковных (Уолтер Милль, Ричард Палмер) деятелей удостаиваются с его стороны уничтожающей критики, риторика которой, помимо прочего, может объясняться и его предполагаемыми греческими корнями. Фальканду принадлежат истории об убийстве Вильгельмом Злым собственного сына Рожера, жесточайшей расправе над мятежными баронами Апулии и Кампании, сплетни о связи Маргариты Наваррской и Майо, её же со Стефаном дю Перш.
В то же время, хронист считает своим долгом сообщить о проявлениях народного горя по поводу внезапной смерти Вильгельма I от дизентерии 7 мая 1166 года, когда граждане Палермо «оделись в черные одежды и носили траур три дня. И в продолжение этого все дамы, благородные матроны и особенно сарацинские женщины — для которых смерть короля явилась невообразимым горем, — ходили по улицам в рубищах с неприбранными волосами, а перед ними шли служанки, распевая погребальные песни под звуки тамбуринов, и воздух в городе звенел от их плачей». Преисполненный предубеждения в отношении придворной знати, Фальканд является несомненным патриотом Сицилии, о чём свидетельствует вышеназванное послание, и личность каждого политика оценивается им с точки зрения приносимой ею пользы для народа и государства.
Не забывает в своём сочинении Фальканд и природных бедствий вроде разрушительного землетрясения в Катании 1169 года, а также касается жизни низов, сообщая об этнических и социальных противоречиях между горожанами, местных обычаях и проявлениях народного менталитета. Отмечая способность плебса влиять на политические события, он рассказывает о событиях в Палермо 1161 года, когда захваченный дворянами король Вильгельм I был освобождён собравшейся на площади толпой, или в Мессине в 1168 году, население которой восстало против засилья «франков», поспособствовав падению непопулярного канцлера Стефана дю Перш, пользовавшегося расположением королевы Маргариты. Вместе с тем, рассказывая о неравной борьбе преемника Вильгельма II Доброго Танкреда Отвиля (1190—1194) с германским императором Генрихом VI, он искренне сокрушается по поводу того, что «сицилийские дворяне и народ, христиане и сарацины» так и не сумели объединиться, чтобы совместными усилиями отстоять свою родину от захватчиков.
Будучи несвободен от предрассудков своего времени, Фальканд высказывает в своей хронике сдержанное недоверие не только к «франкам», но и к прочим иноплеменникам. В частности, сообщая о явных достоинствах возвысившегося после смерти Вильгельма I королевского начальника над евнухами каида Петра, возглавившего по желанию вдовствующей королевы совет регентства, но имевшего берберские корни и мусульманское имя Ахмед, он безапелляционно заявляет, что если бы тот не был «нееврейского» происхождения, «королевство Сицилийское при нём пользовалось бы большим спокойствием». После того же, как не получивший поддержки среди нормандской знати и испытавший на себе интриги оппозиции во главе с Жильбером Гравинским каид Пётр бежал на корабле в родной Тунис к халифу Абд аль-Мумину, вернув себе прежнее имя и возвратившись к религии предков, хронист замечает, что в душе тот «всегда оставался сарацином».
Ещё менее лицеприятных характеристик удостаивается сменивший Петра наваррский родственник королевы Энрико ди Монтескальозо, и вовсе не обладавший заметными талантами: «Этот Анри был приземист, с очень редкой бородой и чересчур смуглым лицом. Он не отличался ни благоразумием, ни умением вести беседу; не интересовался ничем, кроме игры в кости, и желал только партнера для игры и достаточно денег, чтобы их проигрывать; он бездумно проматывал огромные суммы. Проведя недолго время в Палермо и растратив немереное количество денег, выданных ему королевой, он объявил о своем намерении отправиться в Апулию; но, оказавшись в Мессине, тут же нашел себе подходящее общество. В этом городе, который всегда давал приют чужестранцам, разбойникам и пиратам, обитали самые разные люди — поднаторевшие во всевозможных злодействах, знакомые со всеми пороками и не останавливавшиеся ни перед чем. Вокруг Анри вскоре собрались воры, грабители, фигляры и прихлебатели всех мастей; они бражничали днем и играли все ночи напролет. Когда королева об этом узнала, она направила ему сердитое письмо, призывая отплыть без промедлений. И он, как ни трудно ему это далось, последовал совету товарищей и отправился в Апулию».
Как историк, Гуго Фальканд чрезвычайно тенденциозен, но отличается нехарактерным для латинской литературы XII столетия красноречием и живостью изложения, позволявшей сравнивать его с Фукидидом и Тацитом. Демонстрируя немалую эрудицию, он свободно цитирует и других античных классиков, в частности, Саллюстия, Тита Ливия, Марка Аннея Лукана и Светония, демонстрируя также знакомство с трудами Боэция и Франческо Грациано. Эдуард Гиббон, отмечая изящный стиль и острую наблюдательность Фальканда, называет его большим знатоком человеческой души, «с чувствами патриота и прозорливостью государственного человека». «Его рассказ, — пишет он, — быстр и ясен, его слог смел и изящен, его замечания остроумны; он знал людей, и у него было человеческое сердце».
Британский исследователь истории Сицилийского королевства Джон Норвич справедливо сравнивает умение Фальканда обрисовывать характеры и подмечать малейшие детали с литературной манерой Амата из Монте-Кассино, отмечая, однако, что последний явно уступает тому по умению анализировать описанное и искушённости в политических вопросах. О ряде исторических событий можно узнать только из книги Фальканда, что делает её важным источником. Некоторые его сведения подтверждаются независимой информацией, в частности, данными хроники архиепископа Ромуальда Салернского и записками арабского поэта и путешественника из Гранады Ибн Джубайра.
Впервые история Гуго Фальканда была полностью напечатана в 1725 году в Милане церковным историком Лудовико Антонио Муратори, включившим её в VII том «Rerum Italicarum scriptores», вместе с трудами Ромуальда Салернского, Готфрида Витербоского, Сикарда Кремонского и др. современных ему летописцев. Комментированное издание её выпущено было в 1897 году в Риме под редакцией сицилийского историка Джованни Баттиста Сирагуса.

## Издания
- La Historia o Liber de regno Siciliae e la Epistola ad Petrum Panormitanae ecclesiae thesaurarium di Ugo Falcando. Edizione a cura di Giovanni Battista Siragusa. — Roma: Forzani, 1897. — xlv, 197 p.
- The history of the tyrants of Sicily by Hugo Falcandus, 1154—1169. Translated and annotated by Graham A. Loud and Thomas E. J. Wiedemann. — Manchester University Press, 1998. — xii, 286 p. — ISBN 0719054354.
- Hugues Falcand. Le livre du royaume de Sicile. Intrigues et complots à la cour normande de Palerme (1154—1170). Texte présenté et traduit par Egbert Türk. — Turnhout: Brepols, 2011. — vi, 392 p. — (Témoins de Notre Histoire, 14). — ISBN 978-2-503-53256-1.